# Sun on Sunday

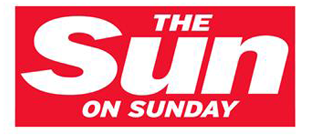

Сан он Санді (англ. Sun on Sunday) — британська недільна газета, «прийшла» на заміну газеті News of the World. Входить до корпорації Руперта Мердока News Corporation.

## Історія
Перший номер газети вийшов 26 лютого 2012 року накладом 3 мільйони примірників. В редакційній статті дебютного випуску «Сан он санді» було сказано, що журналісти видання будуть вести себе пристойно, але сам таблоїд залишиться «безстрашним, відвертим, цікавим та пустотливим». Номер у кіосках країни продавався за 50 пенсів.
«Сан он санді» створювалася під особистим керівництвом Руперта Мердока. Про створення нової газети Мердок сказав приблизно за тиждень до виходу першого номера. Такий термін створення продукту був дуже коротким. Британські коментатори зійшлися на тому, що такий поспіх не випадковий. Він націлений на те, щоб відвернути увагу від скандальних розбірок навколо кримінальних дій корпорації «News Corporation». Так, наступного дня після запуску «Сан он санді», 27 лютого, британська співачка Шарлотт Черч, виступить у суді зі звинуваченнями у прослуховуванні її телефонів репортерами корпорації Мердока. З подібними звинуваченнями на адресу Мердока висловилися близько 60 відомих людей, серед яких політики, спортсмени і зірки шоу-бізнесу. Але не дивлячись на все це, у перший день виходу газети, за думкою спеціалістів, британці та вся англомовна преса будуть більше розмовляти про новий продукт Мердока, ніж думати про свідчення 61 людини.

## Концепція видання
Редакційну концепцію нового таблоїда зробили схожою за форматом з бульварною газетою «Сан», якою також володіє Руперт Мердок. За його словами медіа-новинка розрахована не на політиків та вчених, а на простих читачів. Перед початком продажу першого номера «Сан он санді» Мердок сфотографувався у видавництві, тримаючи в руках газету. Цей знімок точнісінько копіює той, на якому Мердок представляв "Сан" в 1969 році.

## Головний редактор
Вікторія Ньютон розпочала свою кар'єру у «Daily Express» у 1993 році, потім почала писати про шоу-бізнес для «The people». В 1998 році вона стала помічником Домініка Мохена у колонці «Bizzare» (колонка дивацтв) газети The Sun. В 1999 вона поїхала працювати в Лос-Анджелес. До Великої Британії Вікторія повернулася у 2002 році і стала редактором рубрики шоу-бізнесу у «Daily Mail». У 2003 вона знову повертається до Sun і забирає собі колонку Мохена. Про свою нову посаду вона сказала — «Робота мрії». Анонімний критик навіть почав після її призначення на цю посаду вести блог під назвою «Vickywatch», де детально описував її помилки. Під час її керівництва «колонка дивацтв» стала присуджувати зіркам нагороди «Статевий гігант року» та «П'яниця року». Відомо, що у 2006 році ці нагороди отримали Джастін Тімберлейк та Мадонна, вони виграли до того, як читачі отримали змогу голосувати. Також з 2006 року Ньютон почала займатися випуском підкасту за участю своїх відомих друзів та музикантів. «Колонка дивацтв» Вікторії часто суперечила колонці шоубізнесу її колеги з «Ньюс Інтернешенл» Рея Сінгха в «News of the World». Найбільшими конкурентами Ньютон були Єва Сімпсон і Керолайл Хедлі зі своєю колонкою «Дівчата о третій ранку», яку називали «належними ексклюзивами шоу-бізнесу». Ньютон неодноразово з'являлася в їх «Вулиці сорому». В 2007 році стало відомо, що Ньютон більше не буде працювати над «Bizzare» (колонкою дивацтв), а буде займатися матеріалами про розваги. Вона замінила свого помічника Гордона Смарта. Вікторія працювала на цій роботі до призначення її заступником редактора «News of the World» в 2009 році. На цій посаді вона пропрацювала до 2011 року. У вересні 2013 року Ньютон почала працювати редактором «Сан он санді».

## Наркотична афера
2 липня 2013 року газета на першій шпальті надрукувала історію про співачку Тулісу Контоставлос. На першій сторінці було написано: «Кокаїнова Ганьба Туліси». Цю статтю написав репортер Мехзер Махмуд, який раніше працював в «News of the World».
Співачка допомогла журналісту дістати наркотики. Махмуд спеціально спровокував дівчину на порушення закону. Під час інтерв'ю Мехзер запитав у Туліси, чи не могла б вона йому знайти кокаїн? Зірка, яка до цього вихвалялася знайомствами з гангстерами та продавцями наркотиків, пообіцяла допомогти у цьому питанні представнику ЗМІ. Розмова була записана на приховану камеру.
У результаті Контоставлос познайомила працівника «Сан он санді» з пушером, який продав йому близько 14 грамів кокаїну за 1200 доларів. Угоду було укладено в одному із найдорожчих отелів британської столиці «Дорчестер».
За результатами цього експерименту газета опублікувала викривальний матеріал. Після того, як влада зацікавилася статтею, Туліса сама з'явилася у поліцейській дільниці.